# Henning Kiene

Henning Kiene (2008)

Henning Kiene (* 21. Juli 1959 in Essen-Werden) ist ein evangelisch-lutherischer Theologe und Pastor.

## Leben und Wirken
Henning Kiene wuchs im Hamburger Osten auf. Er besuchte eine Waldorfschule, die Rudolf Steiner Schule Hamburg-Wandsbek. Nach dem Abitur studierte er Evangelische Theologie und Allgemeine Rhetorik an den Universitäten Göttingen, Tübingen und Hamburg. Von 1987 bis 1988 konnte Kiene das Vikariat im Predigerseminar Preetz und der Kirchengemeinde Plön/Holstein absolvieren. Er wurde mit seinem Jahrgang in der Hauptkirche St. Jacobi in Hamburg in der Nordelbischen Evangelisch-Lutherischen Kirche ordiniert.
Nach dem Vikariat wurde Henning Kiene im Rahmen des volksmissionarischen Projektes „pastor evangelist“ zum Dienst in die St. Jürgen-Kirchengemeinde nach Flensburg entsandt. 1990 wechselte er als Pastor z. A. an die St. Marien-Kirche nach Rendsburg. 1993 wurde er als Pastor auf Lebenszeit auf die Nordseeinsel Amrum gewählt. Durch die Publikation einiger christlicher Verteilschriften im Kreuz-Verlag und bei der „Agentur des Rauhen Hauses“ sowie als Autor und Sprecher in den Kirchensendungen des Norddeutschen Rundfunks konnte Kiene sich bekannter machen. Im Rahmen seiner Arbeit auf der Insel musste er die Angebote der Tourismusseelsorge organisieren und schuf eine kirchliche Sommerakademie.
Im Jahre 2002 wurde Henning Kiene zum Propst des Kirchenkreises Süderdithmarschen mit dem Amtssitz in Meldorf gewählt. Unter seiner Leitung übernahm der Kirchenkreis u. a. das volksmissionarische „Taufprojekt“ der Nordelbischen Evangelisch-Lutherische Kirche für den Sprengel Schleswig. In Verbindung mit einer möglichst weit angelegten theologischen Diskussion über „christliche Werte“ in der Gesellschaft sollten die Angebote der Evangelischen Kindertagesstätten neu geordnet werden. Er leitete als Geschäftsführer die Altenhilfegesellschaft und überführte die Pflegeeinrichtungen des Kirchenkreises in die Trägerschaft mit der „Stiftung Diakoniewerk Kropp“.
Kiene kritisierte zunächst die 2003 begonnenen Nordelbischen Kirchenreformprozesse. Dann wirkte er aber im Reformprozess mit. Er war Mitglied der Arbeitsgruppe, die im Auftrag der Kirchenleitung den Zuschnitt der Großkirchenkreise der Nordelbischen Kirche vorbereitete.
Nach drei Jahren in Meldorf bewarb er sich 2005 um das Amt des Hauptpastors am Hamburger Michel, der „handfeste Inselpastor“ verlor gegen den „brillanten Theologen“ Alexander Röder.
Von 2007 bis 2009 leitete er als Vorsitzender der Steuerungsgruppe die Fusion der Kirchenkreise in Dithmarschen. Die übergemeindlichen kirchlichen Dienste führte Kiene zusammen mit den weiteren Kirchenkreisen an der schleswig-holsteinischen Westküste unter das Dach des Evangelischen Regionalzentrum Breklum (ERW) zusammen.
Am 1. Mai 2009 wurde er der erste Propst des Ev.-Luth. Kirchenkreises Dithmarschen. Sein Dienstsitz war das Alte Pastorat am Heider Marktplatz. Die St.-Jürgen-Kirche in Heide war seine Predigtstätte.
2009 bewarb er sich erfolgreich um die Stelle des kreativen Leiters des Vereins Andere Zeiten in Hamburg. Er konnte sich als Chefredakteur für die Angebote des ökumenisch ausgerichteten Vereins aber nur vom Oktober 2009 bis zum September 2010 halten. Für diese Zeit war Henning Kiene vom Dienst der Nordelbischen Kirche beurlaubt.
Im Anschluss fand er eine Stelle im Kirchenamt Hannover und war dort Mitarbeiter im Projektbüro Reformprozess der Evangelischen Kirche in Deutschland.
Henning Kiene lebt auf der Ostseeinsel Usedom und ist Pastor in Ahlbeck-Zirchow.

## Andere Funktion
- Redaktionsbeirat der Zeitschrift Pastoralblätter Kreuz-Verlag Stuttgart
- Autor und Sprecher des Evangelischen Rundfunkreferats für Andachtenreihen in NDR

## Werke
- Sie schenkten ihm Gold, Weihrauch und Myrrhe. Diameditation. Agentur des Rauhen Hauses, Hamburg 1995, ISBN 3-7600-0728-7.
- Wenn Wasser zu Wein wird. Die sieben Wunder des Johannesevangeliums. Agentur des Rauhen Hauses, Hamburg 1997, ISBN 3-7600-0767-8.
- Bald ist es so weit. Die Konfirmation feiern. Agentur des Rauhen Hauses, Norderstedt 1998, ISBN 3-7600-8033-2.
- Morgenstund hat Gold im Mund. Andachten zum Morgen. Agentur des Rauhen Hauses, Norderstedt 1999, ISBN 3-7600-8059-6.
- Hoffnungszeichen. Gedanken am Abend. Aus der Sendereihe „Gesegneten Abend“ des NDR 1 Welle Nord. Agentur des Rauhen Hauses, Hamburg 2005, ISBN 3-7600-1306-6. (Hrsg. mit Ralf Meister)